# Grand Comores
Grand Comores is een luchtvaartmaatschappij uit de Comoren met thuisbasis in Moroni.

## Geschiedenis
Grand Comores werd opgericht in 2006.

## Vloot
De vloot van Grand Comores bestaat uit: (april 2007)
- 1 Boeing B-747-200B